# Aéroport de Kangiqsujuaq
L'aéroport de (Wakeham Bay) Kangiqsujuaq (code IATA : YWB • code OACI : CYKG) est un aéroport situé à 1,3 km au sud-est de Kangiqsujuaq dans le Nord-du-Québec au Canada.

## Destinations
| Compagnies | Destinations                                       |
| ---------- | -------------------------------------------------- |
| Air Inuit  | Kangirsuk, Kuujjuaq (Fort Chimo), Quaqtaq, Salluit |

## Annexe